# Noordenveld

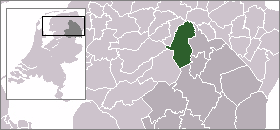

Noordenveld är en kommun i provinsen Drenthe i Nederländerna. Kommunens totala area är 205,36 km² (där 4,14 km² är vatten) och invånarantalet är på 31 675 invånare (2005).